# استعرائية
الاستعرائية أو الافتضاحية أو الجَلَاعَة أو المُجَالَعة أو الإظهارية أو الاستعراضية (بالإنجليزية: Exhibitionism)‏ وهو أحد الانحرافات الجنسية، وهو انحراف يتميز برغبة المرء في الكشف عن عورته، والوقوف أو السير عاريا أمام الناس ، لتحقيق اللذة الجنسية. يطمع الاستعرائي أو الافتضاحي عادة، في أن يثير ردود فعل انفعالية لمن يشاهدوه ، كاللذة الجنسية أو الصدمة , وقد يود إظهار عورته أمام الأصدقاء أو الأقارب , أو الغرباء.
تعتبر الرغبة في إظهار العورات للأشخاص في علاقة حميمية (كالأزواج) أمر طبييعي.

## من الناحية العلمية
تم إدراج مصطلح "إستعرائية" (بالإنجليزية: Exhibitionism)‏ لأول مرة عام 1877 على يد طبيب النفس الفرنسي شارل لازيه , بالرغم من أن هناك مراجع طبية ذكرت الأمر قبله.
عندما تؤثر رغبة الشخص الإستعرائية على حياته الطبيعية يعتبر الأمر إضطراب نفسي , ومصنف كذلك في الدليل التشخيصي والإحصائي للاضطرابات النفسية (الطبعة الخامسة) الصادر من الجمعية الأمريكية للأطباء النفسين.
في إحصائية سويدية , أعرب 2.1 في المئة من النساء و 4.1 في المئة من الرجال عن إثارتهم الجنسية من إظهار عورتهم للغرباء.